# Nylarsker Sogn
Nylarsker Sogn 
ist eine Kirchspielsgemeinde (dän.: Sogn)
auf der dänischen Insel Bornholm.
Bis 1970 gehörte sie zur Harde Bornholms Vester Herred im damaligen Bornholms Amt, danach mit dem Wegfall der Hardenstruktur zur Åkirkeby Kommune im unveränderten Bornholms Amt, die wiederum zum Januar 2003 in der Bornholms Regionskommune aufgegangen ist. Die Regionskommune war zunächst – wie Kopenhagen und Frederiksberg – amtsfrei, also direkt dem Staat unterstellt, und wurde dann mit der Kommunalreform zum 1. Januar 2007 der Region Hovedstaden zugeordnet.

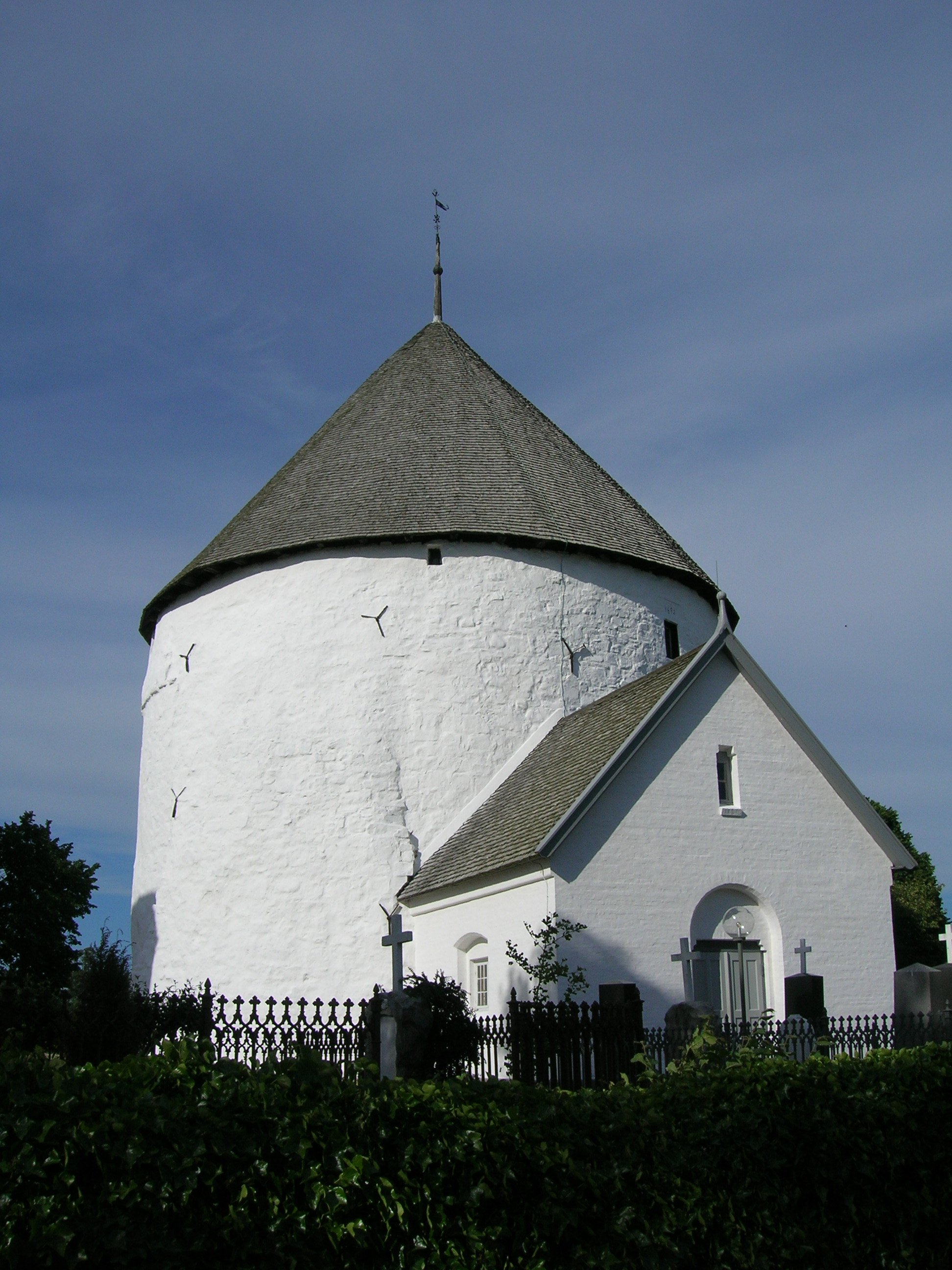
Nylars Kirke

Im Kirchspiel leben 777 Einwohner, davon 207 im Kirchdorf Nylars (Stand: 1. Januar 2023).
Im Kirchspiel liegt die Kirche „Nylars Kirke“.
Nachbargemeinden sind im Westen Rønne Sogn, im Nordwesten Knudsker Sogn und im Norden und Osten Vestermarie Sogn.